# Type 730 CIWS
Die Type 730 ist ein schiffsgestütztes chinesisches Nahbereichsabwehr-Flugabwehrsystem im Kaliber 30 mm.

## Technik
Kern des Type-730-Systems ist die 30-mm-Gatling-Kanone mit 7 Rohren. Diese bietet eine sehr hohe Kadenz von bis zu 4.200–5.800 Geschossen pro Minute. Die Kanone verschießt entweder hochexplosive (HE) oder Splittersprenggeschosse (HE-FRAG).
Die Elektronik besteht aus einem Radar auf der linken Oberseite des Turms, sowie einer Farbkamera, einer Wärmebildkamera und einem Laser-Entfernungsmesser rechts oben in einer U-förmigen Halterung. Die Reichweite des Radars beträgt 8 Kilometer für kleine Ziele und 15 bis 20 Kilometer für mittlere bis große Ziele. Die elektro-optische Einheit hat eine Reichweite von bis zu 6 Kilometer. Nach der Identifizierung des Zieles kann dieses ab einer Entfernung von 3 Kilometer bekämpft werden. 1 bis 1,5 Kilometer sind jedoch die effektivste Reichweite.

## Varianten
- Type 630: Initialversion

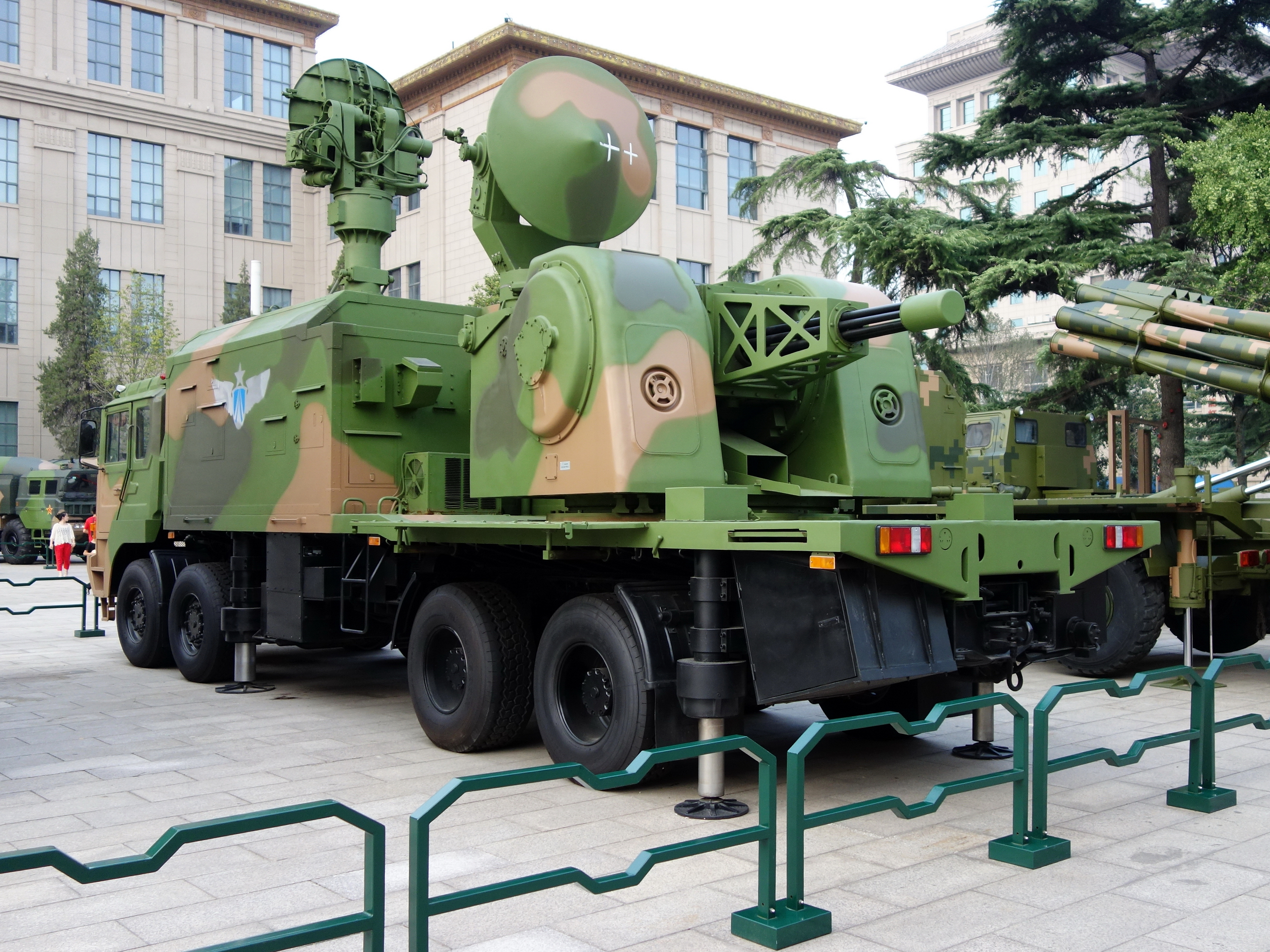
LD-2000-Flugabwehrsystem

- Type 730B: Version mit abgesetzten Sensoren für die pakistanische F-22P Fregatten[2]
- Type 730C: Version mit sechs zusätzlichen FL-3000N / HQ-10 Flugabwehrraketen[3]
- Type 1130: Version mit 11 Rohren
- LD-2000: Landgestützte Variante auf LKW-Basis mit der siebenläufigen Type-730B-CIWS[4]

## Einsatz
Das System wird unter anderem auf folgenden Schiffstypen verwendet:
- Typ 052 (Zerstörer; nach Modernisierung im Jahr 2011)
- Typ 052B (Zerstörer)
- Typ 052C (Zerstörer)
- Typ 052D (Zerstörer)
- Typ 051C (Zerstörer)
- F-22P (Fregatten)
- Typ 054A (Fregatten)